# Rose Adler
Pour les articles homonymes, voir Adler.
Rose Bettina Adler est une relieuse et une ébéniste française, née à Paris (17e arrondissement) le 23 septembre 1890 et morte à Paris (4e arrondissement) le 15 mars 1959. Elle est surtout connue comme relieuse.

## Biographie
À la veille de la Première Guerre mondiale, elle se fiance avec l'un des trois fils du critique d'art Roger Marx, Léon Marx, lequel meurt en mai 1917 des suites d'une blessure reçue au Chemin des Dames.
Rose Adler étudie les arts décoratifs à Paris à l’École des Arts décoratifs de 1917 à 1925, au 112 boulevard Malesherbes, puis au 6 rue Beethoven. Elle se spécialise chez le graveur et doreur Henri Noulhac à partir de 1923.
Le couturier Jacques Doucet, bibliophile et décorateur de Pierre Legrain, remarque son travail lors d'une visite du Pavillon de Marsan où quelques étudiants de l'École de l'Union Centrale des Arts Décoratifs montraient leurs reliures. Elle exerce en premier lieu ses talents pour la bibliothèque littéraire du collectionneur aux côtés de Pierre Legrain. Elle affectionne particulièrement les peaux lisses tel le veau et le parchemin. Elle fait, comme Pierre Legrain, travailler les meilleurs artisans de l'époque pour réaliser ses créations, dans la lignée des relieurs maquettistes.
Rose Adler participe à la création d'un système d'éclairage pour la maison de verre de Pierre Chareau. Elle réalise aussi des meubles. Elle affectionne l'utilisation de matériaux modernes comme la laque industrielle (duco) ou la galalithe (matière à base de caséine et d'aldéhyde formique).
Appartenant à l'Union des artistes modernes fondée en 1929, elle effectue la reliure d'un album de lithographies réalisées par Georges Gimel, Chemin de Croix, en 1934. Celui-ci est acheté par le Vatican par l'intermédiaire de Jeanne Bucher. Elle était proche de Marie Laurencin.
Elle participe à l'Exposition de 1937 puis adhère à l'Union des artistes modernes.
En avril 1941, Paul Léautaud écrit dans son Journal que Marie Dormoy (directrice de la bibliothèque littéraire Jacques-Doucet) a reçu une lettre de Rose Adler, en zone libre, où "elle écrit qu'elle aime mieux le camp de concentration, ou partir à l'étranger, plutôt que de s'abaisser à aller faire état de belles actions ou de services rendus pour être épargnée (mesures contre les juifs)". Léautaud ajoute : « Hélas! elle était 'Front populaire' dans l'âme, grande admiratrice de Léon Blum… »
Rose Adler est nommée chevalier de la Légion d'honneur le 28 février 1951. Elle meurt en mars 1959, âgée de soixante-huit ans.

## Expositions
- Société des Artistes Décorateurs, 1923[5].
- Salon de la Société des Artistes Décorateurs, de 1924 à 1929[5].
- Exposition internationale des Arts décoratifs et industriels, 1925[5].
- Exposition internationale du livre, 1931[5].
- Golden Gate Exposition de San Francisco, 1939[5].

## Expositions posthumes
- Bibliothèque littéraire Jacques-Doucet, 1960[5].

## Œuvres dans les collections publiques
- En France :
  - Bibliothèque municipale de Montpellier.
  - Bibliothèque municipale de Nantes.
  - Bibliothèque Carnegie de Reims.
  - Bibliothèque littéraire Jacques Doucet de Paris.
  - Bibliothèque nationale de France de Paris[5].
  - Bibliothèque Kandinsky, Centre Georges-Pompidou de Paris.
  - Musée d'art moderne de la ville de Paris de Paris.
  - Musée des lettres et manuscrits de Paris.
  - Bibliothèque historique de la ville de Paris.
  - Bibliothèque municipale de Versailles de Paris.
  - Bibliothèque Sainte-Geneviève :
    - Paul Morand, Poèmes, 1920-1930. Mosaïque de veau, palladium et cabochon de papier[10].
    - Paul Morand, Ouvert la Nuit et Fermé la nuit, 1920-1930. Mosaïque de veau, filets or et argent[10].
    - Paul Valéry, Eupalinos, l'âme et la danse, 1923. Mosaïque de veau et de crocodile, filets dorés[10].
    - Guillaume Apollinaire, Calligrammes, 1924. Veau mosaïqué, filets argent[10].
    - Paul Morand, Les Amis nouveaux, 1927. Cuir, filets or, plaques de duralumin ajourés[10].
    - Colette, L'Envers du music-hall, 1929. Mosaïque de maroquin et de box, filets or et argent[10].
    - Francis de Croisset, Aux fêtes de Kapurthala, 1930. Décor mosaïqué, filets or, cabochon incrusté[10].
    - Jean Giraudoux, Suzanne et le Pacifique, 1930. Mosaïque de veau, filets or et argent[10].

- En Belgique :
  - Bibliothèque royale de Belgique, Bruxelles.
  - Bibliotheca Wittockiana, Bruxelles.
  - Musée royal de Mariemont, Morlanwelz.
- En Grande-Bretagne :
  - British Library, Londres.
  - Victoria and Albert Museum, Londres[5].
- Aux États-Unis :
  - Spencer Collection, New York Public Library.
  - Bridwell Library, Université méthodiste du sud.
  - Cecil H. Green Library, Université Stanford.
  - New-York Public Library, New-York.
    - Tristan Bernard, Tableau de la boxe, 1922. Décor mosaïqué, filets or[10].

  - Virginia Museum of Fine Arts, Richmond, Virginia. table d'ébène commandée par Jacques Doucet pour son atelier de Neuilly dans les années 1920[5].
    - Colette, Chéri, 1925. Décor mosaïqué, filets dorés[10].
- Ailleurs :
  - Bibliothèque royale des Pays-Bas, La Haye.
  - Sutton Place Foundation.

## Distinctions
- Chevalière de la Légion d'honneur (1951)